# Злудерно
Злудѐрно (на италиански: Sluderno; на немски: Schluderns, Шлудернс) е град и община в северна Италия, провинция Южен Тирол, регион Трентино-Южен Тирол. Разположен е на 921 m надморска височина. Населението на града е 1845 души (към 28 февруари 2010).

## Език
Официални общински езици са и италианският и немският. Най-голямата част от населението говори немски.
| %     | Роден език      |
| 2,18  | Италиански език |
| 97,82 | Немски език     |